# Украинская народная громада
Украинская народная громада (укр.  Українська народна громада) — политическое объединение консервативного направления, оппозиционное Украинской центральной раде, существовавшее на Украине в первой половине 1918 года. Объединение возникло вокруг авторитетной фигуры П. П. Скоропадского и было тесно связано с Украинской демократическо-хлеборобской партией. Способствовало приходу к власти Скоропадского 29 апреля 1918 года.
В руководстве объединения встали бывшие офицеры «украинизированных» частей Русской армии, лидеры Вольного казачества, представители крупных землевладельцев и украинской интеллектуальной элиты.
Идеология Громады исходила из того, что Центральная рада бессильна прекратить анархию, в которую погрузилась Украина, и должна быть заменена твёрдой властью в форме, учитывая местные исторические традиции, гетманства. Новая власть должна пойти на компромисс в социальных и национальных вопросах при сохранении демократических принципов. Программа Громады, состоящая суммарно из 39 пунктов, выдвигала и обосновывала новую концепцию нации, которая базировалась на краевом патриотизме, вела к постепенной украинизации русифицированных слоев населения Украины. Решение аграрного вопроса должно было происходить через раздел земли, государство брало на себя полномочия относительно отчуждения земли крупных владельцев за умеренную плату и передачу её за выкуп в собственность малоземельным крестьянам, в первую очередь казакам и военнослужащим, защищавшим Украину от внешних и внутренних врагов. В программе партии были очерченные основы государственного строя, который должен был установлен на Украине. Новое правительство предусматривалось создать в форме диктатуры без народного представительства на первое время, в дальнейшем форма правления должна была быть определена «по волеизъявлению народа».
Отдельным разделом в программе шли планы в областях культурно-образовательной и охраны здоровья. Украинскому языку необходимо было предоставить статус государственного, в то же время подчёркивалось право частных лиц свободно использовать русский и польский языки (в местах их естественного распространения).  В начальной школе преподавание планировалось вести на украинском языке, в средней и высшей — по выбору самих учеников, но с обязательным преподаванием и украинского языка.
Экономический блок вопросов был наиболее тщательно проработан. Частная собственность, как основа человеческой культуры, провозглашалась неприкосновенной. Частная промышленность бралась под покровительство государства, которое в то же время должно было создать чётко ограниченный ряд государственных монополий, но не допускать государственной монополии в торговле, как внутренней, так и внешней. Подробно описывались планы налаживания работы транспорта, в том числе автомобильного, судебная и налоговая реформа. Государство брало на себя ответственность за социальное страхование работников. Споры между работодателями и наёмными рабочими должны были решаться в примирительных камерах.
Программа Громады давала надежду её руководителям, что заявленные в ней цели позволят объединить вокруг этой программы широкие слои населения и в скором времени сформировать партию, которая смогла бы влиять на государственную политику Украины. Однако планам создания партии не суждено было сбыться — события ускоренно пошли по пути государственного переворота в пользу авторитарной власти в лице лидера Громады П. П. Скоропадского.
Кандидатами на должность гетмана считались Е. Х. Чикаленко, Н. М. Михновский и П. П. Скоропадський. Чикаленко взял самоотвод.
Поскольку опору новой власти должны были составлять земельные владельцы, П. П. Скоропадский специально встретился с лидером Союза земельных собственников. Большинство членов «Союза» не разделяло программных положений Громады, особенно в аграрном вопросе. Однако положение об отчуждении земли осталось в программе организации, потому что это была необходимая уступка средним и мелким землевладельцам, в поддержку которых рассчитывал Скоропадский. В состав Громады входило около 500 человек в Киеве и провинции. Руководство Громады наладило связи с крупными украинскими землевладельцами польского и русского происхождения, а также с руководством украинских социалистов-федералистов.
Фактически судьба Центральной рады УНР была решена немецкой оккупационной администрацией, которая первая начала искать контактов с теми кругами Украины, которые, по её мнению, могли положить конец социалистическим экспериментам Центральной рады ведшим, по мнению оккупантов, к экономическому коллапсу. На совещании 24 апреля 1918 года, которое состоялось в резиденции начальника штаба немецких войск на Украине генерала В. Гренера, последний, а также немецкий посол на Украине барон Мум, австрийский посол граф Форгач, военные атташе и командование оккупационными войсками сформулировали для П. П. Скоропадского условия, при выполнении которых он заручался поддержкой оккупантов:
- во время пребывания на Украине австро-венгерских и немецких войск никакая украинская армия не может формироваться; гетман может содержать исключительно полицейские отряды при согласовании с обоими командованиями;
- для всех преступлений против оккупационных войск устанавливаются немецкие и австро-венгерские полевые суды; местная юстиция должна бороться с политическим террором;
- из всех государственных учреждений должны быть устранены неблагонадежные элементы; все земельные и другие чрезвычайные комитеты должны быть распущены и заменены нормальными государственными или земельными органами;
- если на Украине отсутствуют военные и судебные законы, то они должны применяться соответствующие законами Центральных держав;
- все распоряжения, которые тормозят торговлю пищевыми и сырыми продуктами в пользу Австро-Венгрии и Германии должны быть отменены, особенно должна быть разрешена свободная торговля под контролем Центральных держав и украинского правительства, а все запреты вывоза и железнодорожный контроль должны быть отменены; должен быть установлен один общий контроль на границе;
- аграрный вопрос должен быть решён путём возобновление частной собственности и выплату за разделённую землю; в интересах сельскохозяйственного экспорта большие земельные хозяйства должны быть сохранены в определенных максимальных размерах, отмеченным в законе;
- финансы и валютный вопрос должны регулироваться на основе взаимного понимания.

После успеха государственного переворота 29 апреля 1918 года организация прекратила своё существование.